# 四法院

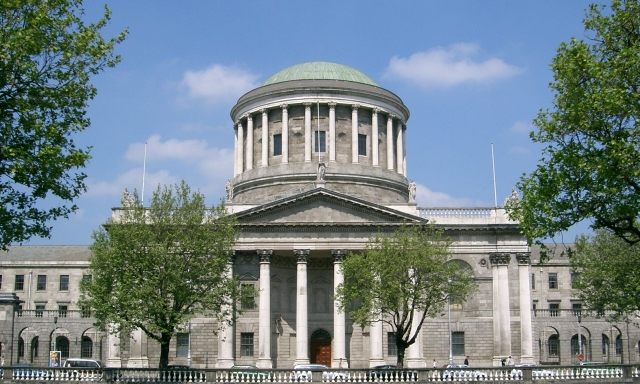
四法院正門

四法院是位於愛爾蘭首都都柏林的一座建築。四法院是愛爾蘭最高法院、愛爾蘭高等法院（High Court）、特別刑事法院（Special Criminal Court）、中央刑事法院（Central Criminal Court）的所在地，名稱由此得來。修建於1796年至1802年，在復活節起義和愛爾蘭內戰期間，曾是激戰之地，後於1932年重建。四法院亦是都柏林著名的觀光景點。

## 外部連結
- Four Courts web tour*Courts Service of Ireland（页面存档备份，存于）
- The Bar Council（页面存档备份，存于）
- The National Archives of Ireland（页面存档备份，存于）

template:Irish governmental buildings
template:Irish courts pre-1922